# Ipomoea aquatica
Ipomoea aquatica és una planta semiaquàtica, tropical que es cultiva com verdura de fulla. Es troba al llarg de les regions subtropicals i tropicals del món però no es coneix on es va originar. En anglès es coneix com a water spinach, river spinach (espinac d'aigua, espinac de riu) i altres noms com el de Kangkong en malai. I. aquatica es cultiva dins l'aigua o en sòl humit. Les seves tiges fan 2-3 m o més de llargada i arrela en els nusos i pot flotar. Les fulles varien de la forma sagitada a la de lanceolada i fan 5-15 cm de llargada i de 2 a 8 cm d'amplada. Les flors tenen forma de trompeta i poden originar llavors.
Aquesta planta quan és crua pot transmetre Fasciolopsis buski, un paràsit intestinal Trematoda en humans i porcs i causa fasciolopsiasi.

## Ús culinari

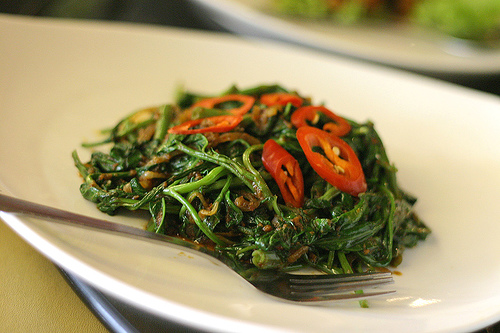
Kangkung blachan de Penang

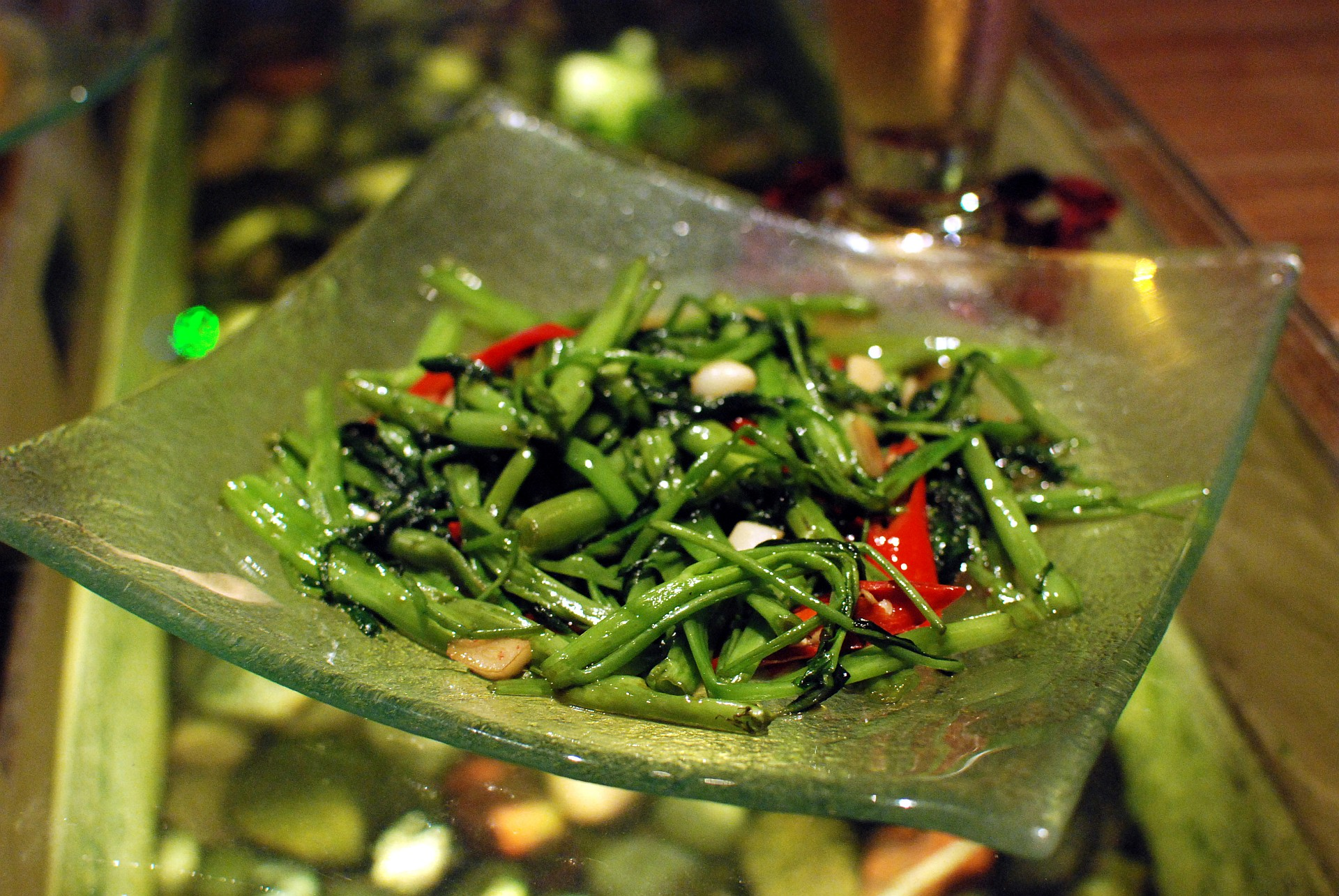
Pak boong fai daeng tailandès

Aquesta verdura és un ingredient comú a la cuina asiàtica.